# Zbigniew Kowalski (oficer marynarki)
Zbigniew Kowalski (ur. 16 lipca?/29 lipca 1912 w Szepetówce, zm. 1 maja 2008 w Gdyni) – oficer Polskiej Marynarki Wojennej, uczestnik obrony Wybrzeża, jeniec oflagów, po zakończeniu II wojny światowej między innymi dyplomata i wykładowca Oficerskiej Szkoły Marynarki Wojennej, po przejściu do cywila oficer marynarki handlowej i ławnik Izby Morskiej w Gdyni. Kawaler Orderu Virtuti Militari.

## Życiorys
Zbigniew Kowalski był synem Stanisława i Janiny z Jaskulskich. Wstąpił do Szkoły Podchorążych Marynarki Wojennej, promocję oficerską otrzymał 15 sierpnia 1933 roku. Od kwietnia 1934 do września 1935 roku był oficerem wachtowym na kontrtorpedowcu ORP „Wicher”, uczestnicząc w wizytach zagranicznych okrętu w Leningradzie, Kopenhadze, Kilonii (wchodził w skład delegacji polskich oficerów, która udała się do Berlina i spotkała z Adolfem Hitlerem) i Helsinkach. Pomiędzy majem a sierpniem 1937 roku został przeniesiony tymczasowo na stanowisko II oficera artyleryjskiego ORP „Burza”, biorąc udział w rewii koronacyjnej Jerzego VI w Spithead jako szef protokołu oraz wizytach zagranicznych w Tallinnie i Rydze. Od kwietnia 1938 do marca 1939 roku pełnił funkcję oficera flagowego Dowódcy Floty, następnie I oficera artyleryjskiego na „Wichrze”.
W tej roli rozpoczął swój udział w kampanii wrześniowej. 3 września dowodził artylerią okrętową w pojedynku z niemieckimi niszczycielami. Po południu tego dnia, po zbombardowaniu i zatopieniu okrętu, zorganizował demontaż zdatnych do użytku dział i ich transport na pozycje lądowe. Do 2 października walczył w obronie Helu jako dowódca 44 baterii. Po kapitulacji przebywał w niemieckich obozach jenieckich X B Nienburg, XVIII C Spittal i II C Woldenberg. Uwolniony 3 stycznia 1945 roku, powrócił do kraju i służby w Marynarce Wojennej.
Zweryfikowany w stopniu kapitana marynarki, został skierowany do Oddziału Marynarki Wojennej przy Sztabie Generalnym. W latach 1946–1947 był zastępcą attaché morskiego w Londynie. W 1948 roku służył jako specjalista w Sztabie Głównym Marynarki Wojennej, w stopniu komandora podporucznika. Od 1949 roku wykładał artylerię morską i wiedzę okrętową w Oficerskiej Szkole Marynarki Wojennej. W roku 1951 opublikowano podręcznik Zarys wiedzy okrętowej jego autorstwa. Przeniesiony do rezerwy w październiku 1951 roku, podjął pracę jako oficer nawigacyjny w Kapitanacie Portu w Gdyni. W latach 1955–1960 był kierownikiem działu ratownictwa Polskiego Ratownictwa Okrętowego. Później pływał na statkach handlowych, od 3 lipca 1963 roku jako kapitan żeglugi wielkiej. Pełnił także funkcje ławnika Izby Morskiej w Gdyni i eksperta działu awarii nawigacyjnych Polskiej Izby Handlu Zagranicznego.
Został awansowany do stopnia komandora w stanie spoczynku. Za udział w kampanii wrześniowej był odznaczony Krzyżem Srebrnym Orderu Virtuti Militari oraz Krzyżem Walecznych. Był też bohaterem jednego z programów telewizyjnego cyklu dokumentalnego Notacje, wyprodukowanego przez Telewizję Polską. Zmarł 1 maja 2008 roku i został pochowany na cmentarzu w Gdyni-Orłowie.